# Adam Joseph Maida
Adam Joseph Maida (East Vandergrift, 18 marzo 1930) è un arcivescovo cattolico e cardinale statunitense, dal 5 gennaio 2009 arcivescovo emerito di Detroit e superiore ecclesiastico emerito delle Isole Cayman.

## Biografia
Adam Joseph Maida è nato il 18 marzo 1930 ad East Vandergrift, Stato federato della Pennsylvania e diocesi di Pittsburgh (ora nella diocesi di Greensburg), nella parte nord-orientale degli Stati Uniti d'America.
Ha ricevuto l'ordinazione sacerdotale il 26 maggio 1956, presso la cattedrale di San Paolo a Pittsburgh, per imposizione delle mani di John Francis Dearden, vescovo di Pittsburgh e futuro cardinale; si è incardinato, ventiseienne, come presbitero della medesima diocesi.

### Ministero episcopale
L'8 novembre 1983 papa Giovanni Paolo II lo ha nominato, cinquantatreenne, vescovo di Green Bay; è succeduto a Aloysius John Wycislo, dimissionario un mese prima di compiere settantacinque anni. Ha ricevuto la consacrazione episcopale il 25 gennaio 1984, presso la cattedrale di San Francesco Saverio a Green Bay, per imposizione delle mani di Pio Laghi, arcivescovo titolare di Mauriana e delegato apostolico negli Stati Uniti d'America nonché futuro cardinale, avendo come co-consacranti il suo predecessore e Vincent Martin Leonard, vescovo di Pittsburgh; ha preso possesso della diocesi durante la stessa cerimonia. Come suo motto episcopale il neo vescovo Maida ha scelto Facere omnia nova, che tradotto vuol dire "Per fare nuove tutte le cose".
Il 28 aprile 1990 papa Giovanni Paolo II lo ha promosso, sessantenne, arcivescovo metropolita di Detroit; è succeduto al cardinale Edmund Casimir Szoka, contestualmente nominato presidente della Prefettura degli affari economici della Santa Sede. Ha preso possesso dell'arcidiocesi durante una cerimonia svoltasi presso la cattedrale del Santissimo Sacramento a Detroit il 12 giugno seguente. Il 29 giugno, giorno della solennità dei Santi Pietro e Paolo, si è recato presso la Basilica di San Pietro in Vaticano, dove il papa gli ha imposto il pallio, simbolo di comunione tra il metropolita e la Santa Sede.

### Cardinalato
Il 30 ottobre 1994, al termine dell'Angelus domenicale, papa Giovanni Paolo II ha annunciato la sua creazione a cardinale nel concistoro del 26 novembre seguente; sessantaquattrenne, è stato il 4º arcivescovo di Detroit a ricevere la porpora cardinalizia. Durante la cerimonia gli sono stati conferiti la berretta, l'anello ed il titolo presbiterale dei Santi Vitale, Valeria, Gervasio e Protasio, vacante dal 4 agosto 1992, giorno della morte del cardinale ceco František Tomášek, arcivescovo emerito di Praga.
Il 14 luglio 2000 papa Giovanni Paolo II ha eretto la missione sui iuris delle isole Cayman scorporandone il territorio dall'arcidiocesi di Kingston in Giamaica; contestualmente ha affidato la missione alla cura pastorale dell'arcidiocesi di Detroit, nominandolo 1º superiore generale.
Dopo la morte di papa Giovanni Paolo II, ha preso parte al conclave del 2005, che si è concluso con l'elezione al soglio pontificio del cardinale Joseph Ratzinger, prefetto della Congregazione per la dottrina della fede, con il nome di Benedetto XVI.
Il 5 gennaio 2009 papa Benedetto XVI ha accettato la sua rinuncia dal governo pastorale dell'arcidiocesi di Detroit e dalla missione sui iuris delle isole Cayman per raggiunti limiti d'età, ai sensi del can. 401 § 1 del Codice di diritto canonico, divenendone arcivescovo emerito all'età di settantotto anni; in entrambi gli incarichi gli è contestualmente succeduto il sessantenne Allen Henry Vigneron, trasferito dalla sede di Oakland.
Il 18 marzo 2010, al compimento dell'ottantesimo genetliaco, ha perso il diritto di entrare in conclave ed ha cessato di essere membro dei dicasteri della Curia romana, in conformità all'art. II § 1-2 del motu proprio Ingravescentem Aetatem, pubblicato da papa Paolo VI il 21 novembre 1970.
Dopo la rinuncia di papa Benedetto XVI, per via dell'età non ha potuto prendere parte al conclave del 2013, che si è concluso con l'elezione al soglio pontificio del cardinale Jorge Mario Bergoglio, arcivescovo metropolita di Buenos Aires, con il nome di Francesco.

## Genealogia episcopale e successione apostolica
La genealogia episcopale è:
- Cardinale Scipione Rebiba
- Cardinale Giulio Antonio Santori
- Cardinale Girolamo Bernerio, O.P.
- Arcivescovo Galeazzo Sanvitale
- Cardinale Ludovico Ludovisi
- Cardinale Luigi Caetani
- Cardinale Ulderico Carpegna
- Cardinale Paluzzo Paluzzi Altieri degli Albertoni
- Papa Benedetto XIII
- Papa Benedetto XIV
- Papa Clemente XIII
- Cardinale Marcantonio Colonna
- Cardinale Giacinto Sigismondo Gerdil, B.
- Cardinale Giulio Maria della Somaglia
- Cardinale Carlo Odescalchi, S.I.
- Cardinale Costantino Patrizi Naro
- Cardinale Lucido Maria Parocchi
- Papa Pio X
- Cardinale Gaetano De Lai
- Cardinale Raffaele Carlo Rossi, O.C.D.
- Cardinale Amleto Giovanni Cicognani
- Cardinale Pio Laghi
- Cardinale Adam Joseph Maida

La successione apostolica è:
- Vescovo Bernard Joseph Harrington (1994)
- Vescovo Kevin Michael Britt (1994)
- Vescovo Carl Frederick Mengeling (1996)
- Arcivescovo John Clayton Nienstedt (1996)
- Arcivescovo Allen Henry Vigneron (1996)
- Vescovo James Albert Murray (1998)
- Arcivescovo Leonard Paul Blair (1999)
- Vescovo Earl Alfred Boyea (2002)
- Vescovo Walter Allison Hurley (2003)
- Vescovo Francis Ronald Reiss (2003)
- Vescovo John Michael Quinn (2003)
- Arcivescovo Alexander King Sample (2006)
- Vescovo Daniel Ernest Flores (2006)